# Pinanga simplicifrons
Pinanga simplicifrons är en enhjärtbladig växtart som först beskrevs av Friedrich Anton Wilhelm Miquel, och fick sitt nu gällande namn av Odoardo Beccari. Pinanga simplicifrons ingår i släktet Pinanga och familjen Arecaceae.

## Underarter
Arten delas in i följande underarter:
- P. s. pinnata
- P. s. simplicifrons